# Naturdenkmal Baumgruppe aus 2 Eichen und 1 Ulme

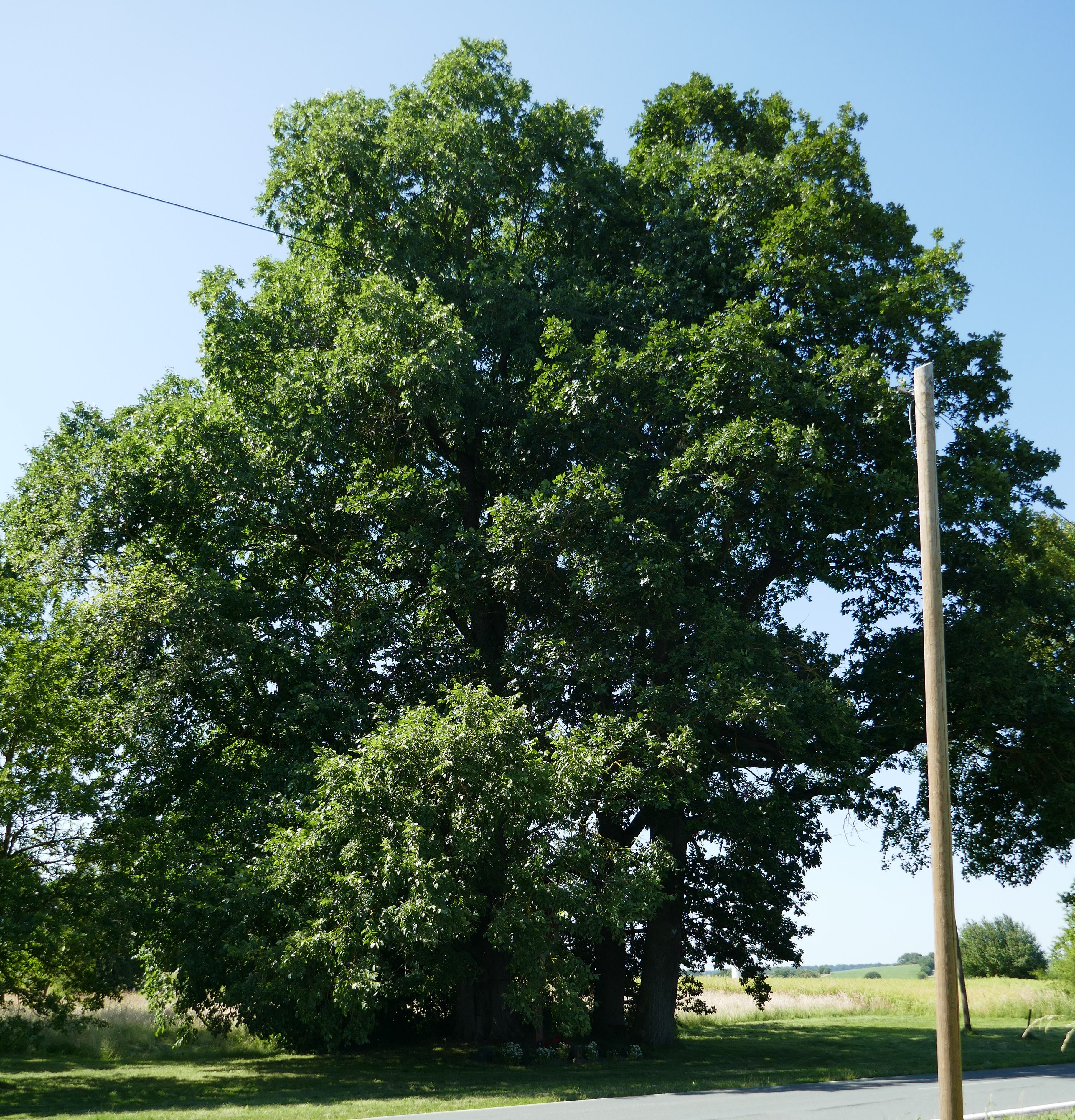
Baumgruppe aus 2 Eichen und 1 Ulme

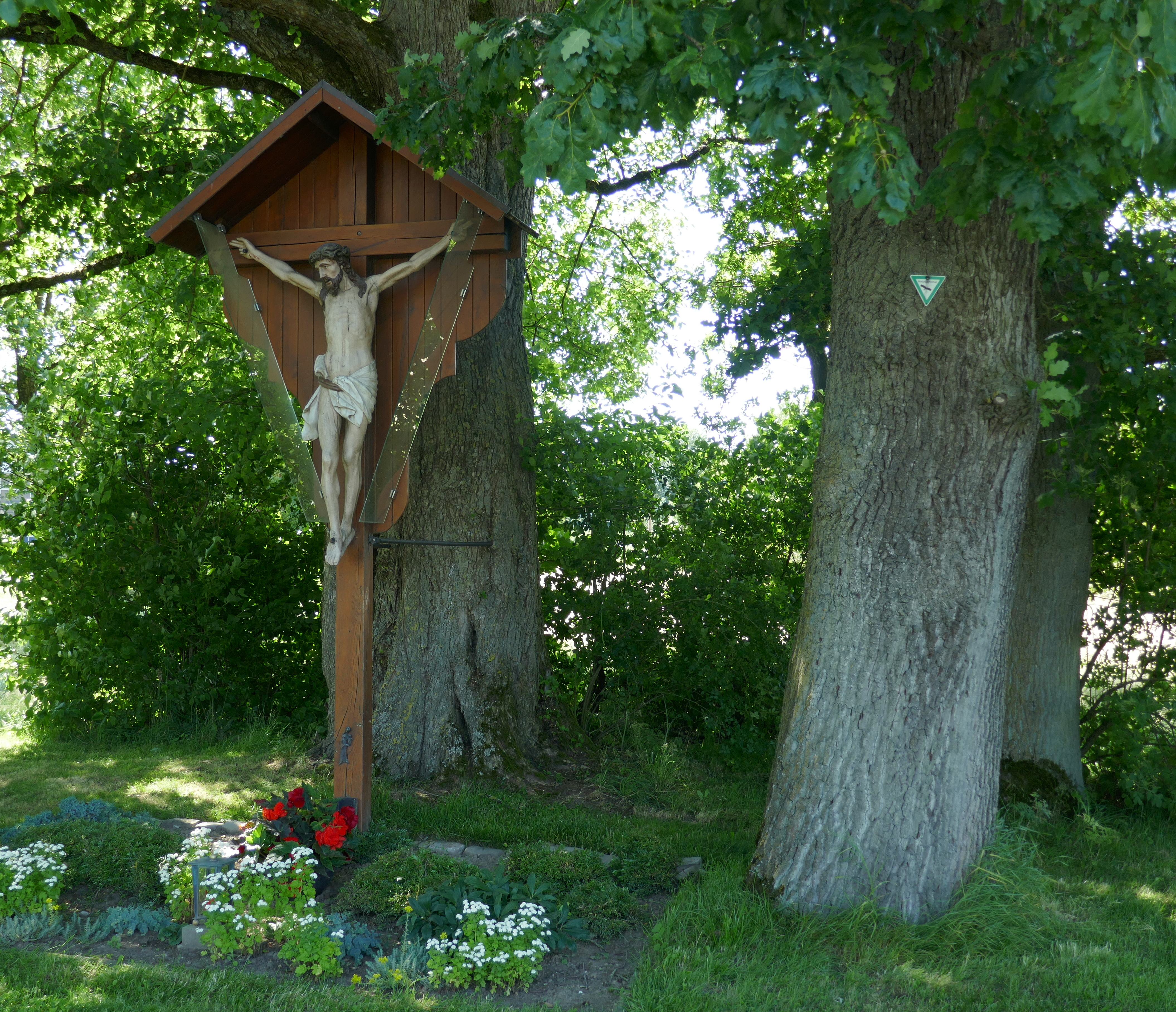
Pottricks Kreuz

Das Naturdenkmal Baumgruppe aus 2 Eichen und 1 Ulme liegt ungefähr 2 km nordwestlich von Madfeld im Stadtgebiet von Brilon. Die Bäume wurden 2001 mit dem Landschaftsplan Hoppecketal durch den Kreistag des Hochsauerlandkreises als Naturdenkmal (ND) ausgewiesen. Das Naturdenkmal ist umgeben vom Landschaftsschutzgebiet Briloner Hochfläche. Das ND liegt an der Westseite der Landesstraße 956.

## Beschreibung
Neben den beiden Eichen und der Ulme befindet sich das Wegkreuz „Pottricks Kreuz“. Das ND befindet sich mitten in landwirtschaftlichen Flächen.

## Verbote und Gebote
Wie bei anderen Baumnaturdenkmalen wurde das Verbot festgelegt, es zu beschädigen, auszureißen, auszugraben oder Teile davon abzutrennen oder auf andere Weise in seinem Wachstum oder Erscheinungsbild zu beeinträchtigen. Es besteht ferner das Verbot den Traufbereich des Naturdenkmals zu befestigen oder zu verfestigen und Stoffe oder Gegenstände im Bereich des Naturdenkmals anzubringen, zu lagern und abzulagern, die das Erscheinungsbild oder den Bestand des Naturdenkmals gefährden oder beeinträchtigen können. Dazu gehören auch Pflanzenschutzmittel, organische oder mineralische Dünge- und Bodenverbesserungsmittel sowie Futtermittel.
Eine Beeinträchtigung des Erscheinungsbildes kann insbesondere durch Anbringen von Ansitzleitern, Jagdhochsitzen, Zäunen und Werbeträgern erfolgen. Es ist auch verboten Aufschüttungen, Verfüllungen, Abgrabungen und Ausschachtungen vorzunehmen oder die Bodengestalt in anderer Weise zu verändern. Unter das Verbot fallen auch Ausschachtungen zum Zwecke der Verlegung von Leitungen.
Wie für andere Baumnaturdenkmale besteht das Gebot, es durch geeignete Pflegemaßnahmen zu erhalten.